# Gabinete en la sombra
Un gabinete en la sombra o gobierno en la sombra en los sistemas Westminster de gobierno es un conjunto de integrantes del parlamento pertenecientes al partido de la oposición que, dirigidos por el líder de la oposición, conforman un gabinete alternativo al gobernante con el deber legal[cita requerida] de ser oposición. Cada uno de ellos es portavoz de la cartera que maneja y debe enfrentarse al titular del cargo, en cada uno de los ministerios. El gabinete en la sombra se reúne semanalmente como el oficial, tiene reuniones programáticas y sus componentes definen la estrategia sobre cómo enfrentarán los temas que se discutirán en el Parlamento, para atacar al gobierno y convencer a la opinión pública de que ellos son una mejor opción.

## Reino Unido, Canadá y Nueva Zelanda
En el Reino Unido, Canadá y Nueva Zelanda el principal partido de la oposición y su gabinete en la sombra se denomina oficialmente la Leal Oposición de Su Majestad. Se utiliza el adjetivo "leal", porque el papel que asume la oposición es oponerse al Gobierno de Su Majestad pero no poner en duda el derecho del soberano al trono y, por tanto, la legitimidad del gobierno. En otros países donde se también se aplica el Sistema Westminster (como Australia o Nueva Zelanda), el gabinete en la sombra es conocido simplemente como The Parliamentary Opposition (la "Oposición Parlamentaria"). 
En algunos partidos como el Partido Laborista británico y el Partido Laborista de Australia los miembros del gabinete en la sombra se eligen por votación interna primero eligiendo al líder que posteriormente designa a su equipo.

## Otros países
Al margen de los países que aplican el sistema de Westminster, algunos partidos políticos han adoptado prácticas similares al que denominan "equipos de expertos" (Kompetenzteam) o (Spitzenteam) en Alemania, contragobierno en Francia, etc. En España el principal partido de la oposición puede nombrar entre los parlamentarios portavoces dedicados a áreas específicas y que le den la réplica a cada ministro de cada área o que participen en las distintas comisiones temáticas.
En Chile, dicha idea fue propuesta por el senador y presidente del partido Renovación Nacional Francisco Chahuán, tras la victoria de Gabriel Boric en las Elección presidencial de 2021, anunciando la implementación por parte de su conglomerado con ministros alternos a los del Gobierno electo, anuncio que trajo burlas y mofas por parte de las redes sociales,  además de ser descartada por los demás personeros de Chile Vamos, quienes se desmarcaron de dicha idea, indicando que había temas más urgentes que discutir.